# Sydsudanesiske pund
Sydsudanesiske pund (ISO-kode og forkortelse: SSP) er valutaen i Republikken Sydsudan. Enheden opdeles i 100 piastre og blev godkendt af den sydsudanesiske lovgivende forsamling den 9. juli 2011 inden udskillelsen fra Sudan.